# Prefectura apostólica de Xing’anfu
La prefectura apostólica de Xing’anfu, de Hinganfu o de Ankang (en latín: Praefectura Apostolica Hinganfuensis y en chino: 天主教兴安府宗座监牧区) es una circunscripción eclesiástica de la Iglesia católica en China. Se trata de una prefectura apostólica latina, inmediatamente sujeta a la Santa Sede. Desde el 28 de agosto de 2022 su prefecto apostólico es el obispo John Wang Xiaoxun, aunque para el Anuario Pontificio la sede está vacante desde 1983. La Asociación Patriótica Católica China elevó a la prefectura apostólica al rango de diócesis en fecha desconocida, sin asentimiento de la Santa Sede, renombrándola diócesis de Ankang.

## Territorio y organización
La prefectura apostólica tiene 25 000 km² y extiende su jurisdicción sobre los fieles católicos de rito latino residentes en parte de la provincia de Shaanxi.
La sede de la prefectura apostólica se encuentra en la ciudad de Ankang, en donde se halla la Catedral del Sagrado Corazón de Jesús. 
En 1950 en la prefectura apostólica existían 12 parroquias.

## Historia
La prefectura apostólica de Xing'anfu fue erigida el 28 de marzo de 1928 con el breve Ut aucto del papa Pío XI, obteniendo el territorio de los vicariatos apostólicos de Hanzhong (hoy diócesis de Hanzhong) y Xi'an-fu (hoy arquidiócesis de Xi'an).
El 25 de julio de 1949 Ankang fue ocupada por el Partido Comunista de China, que se impuso en la guerra civil y proclamó la República Popular China el 1 de octubre de 1949. Todos los misioneros extranjeros fueron expulsados de China comunista. En 1951 China comunista y la Santa Sede rompieron relaciones diplomáticas, reconociendo la Santa Sede a la República de China en Taiwán como el legítimo gobierno chino.
La Asociación Patriótica Católica China fue creada con el apoyo de la Oficina de Asuntos Religiosos de la República Popular de China en 1957, con el objetivo de controlar las actividades de los católicos en China. Su nombre público es Iglesia católica china y es referida como la "Iglesia oficial" en contraposición a la "Iglesia subterránea" o "Iglesia clandestina" leal a la Santa Sede.
En el período de 1966 a 1976 la Revolución Cultural se ensañó especialmente contra la religión, destruyéndose numerosas iglesias.
La prefectura apostólica fue elevada a diócesis por las autoridades chinas, que en 1987 nombraron al sacerdote Juan Bautista Ye Ronghua, primero como administrador diocesano y luego primer obispo de la diócesis de Ankang. Desde el 30 de noviembre de 2016, al anciano obispo se le ha unido un coadjutor, nombrado por la Santa Sede y aceptado por el Gobierno chino, en la persona de John Wang Xiaoxun, quien asumió por sucesión el 28 de agosto de 2022.
El 22 de septiembre de 2018 se firmó en Pekín el Acuerdo provisional entre la Santa Sede y la República Popular de China sobre el nombramiento de los obispos. El 22 de octubre de 2020 el acuerdo fue prorrogado por otros dos años y en octubre de 2022 por otros dos años más.

## Estadísticas
Según el Anuario Pontificio 1951 la prefectura apostólica tenía a fines de 1950 un total de 3982 fieles bautizados.
| Año                                                                             | Población            | Población | Población      | Sacerdotes | Sacerdotes    | Sacerdotes    | Bautizados por sacerdote | Diáconos permanentes | Religiosos | Religiosos | Parroquias |
| Año                                                                             | Bautizados católicos | Total     | % de católicos | Total      | Clero secular | Clero regular | Bautizados por sacerdote | Diáconos permanentes | Varones    | Mujeres    | Parroquias |
| ------------------------------------------------------------------------------- | -------------------- | --------- | -------------- | ---------- | ------------- | ------------- | ------------------------ | -------------------- | ---------- | ---------- | ---------- |
| 1950                                                                            | 3982                 | 800 000   | 0.5            | 14         | 5             | 9             | 284                      |                      |            | 21         | 12         |
| Fuente: Catholic-Hierarchy, que a su vez toma los datos del Anuario Pontificio. |                      |           |                |            |               |               |                          |                      |            |            |            |

## Episcopologio
- Giovanni Soggiu, O.F.M.Conv. † (1 de agosto de 1928-12 de noviembre de 1930 falleció)
- Berardo Barracciu, O.F.M.Conv. † (26 de febrero de 1932-3 de septiembre de 1940 falleció)
- Emilio Favarato, O.F.M.Conv. † (20 de junio de 1941-1948 renunció)
- Pietro Maleddu, O.F.M.Conv. † (7 de mayo de 1948-1983 retirado)
  - Sede vacante, desde 1983 según el Anuario Pontificio
- John Baptist Ye Ronghua † (10 de diciembre de 2000 ordenado-28 de agosto de 2022 falleció)[nota 1]
- John Wang Xiaoxun, por sucesión el 28 de agosto de 2022